# John Davis (żeglarz)

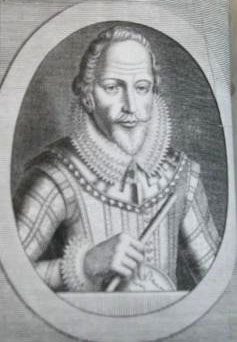
John Davis (żeglarz)

John Davis (ur. 1550, zm. 29 grudnia 1605) – angielski żeglarz i odkrywca.
Poszukiwał drogi północno-zachodniej do Chin wzdłuż północnych wybrzeży Ameryki. Odkrył i zbadał zachodnie wybrzeże Grenlandii, stwierdzając, że jest wyspą, oraz cieśninę, którą później nazwano jego imieniem. Druga wyprawa nie przyniosła sukcesu, a w czasie trzeciej w 1587 r. odkrył wyspy Cumberland. W 1592 r. ruszył wraz z Cavendishem na morza południowe, odkrywając Falklandy. Odbył poza tym pięć wypraw do Indii. W 1595 r. wydał „Hydrograficzny opis świata”. Wynalazł przyrząd nawigacyjny do bezpośredniego mierzenia wysokości słońca. W czasie kolejnej wyprawy w Cieśninie Malakka został zabity przez piratów japońskich.